# Protomoteca

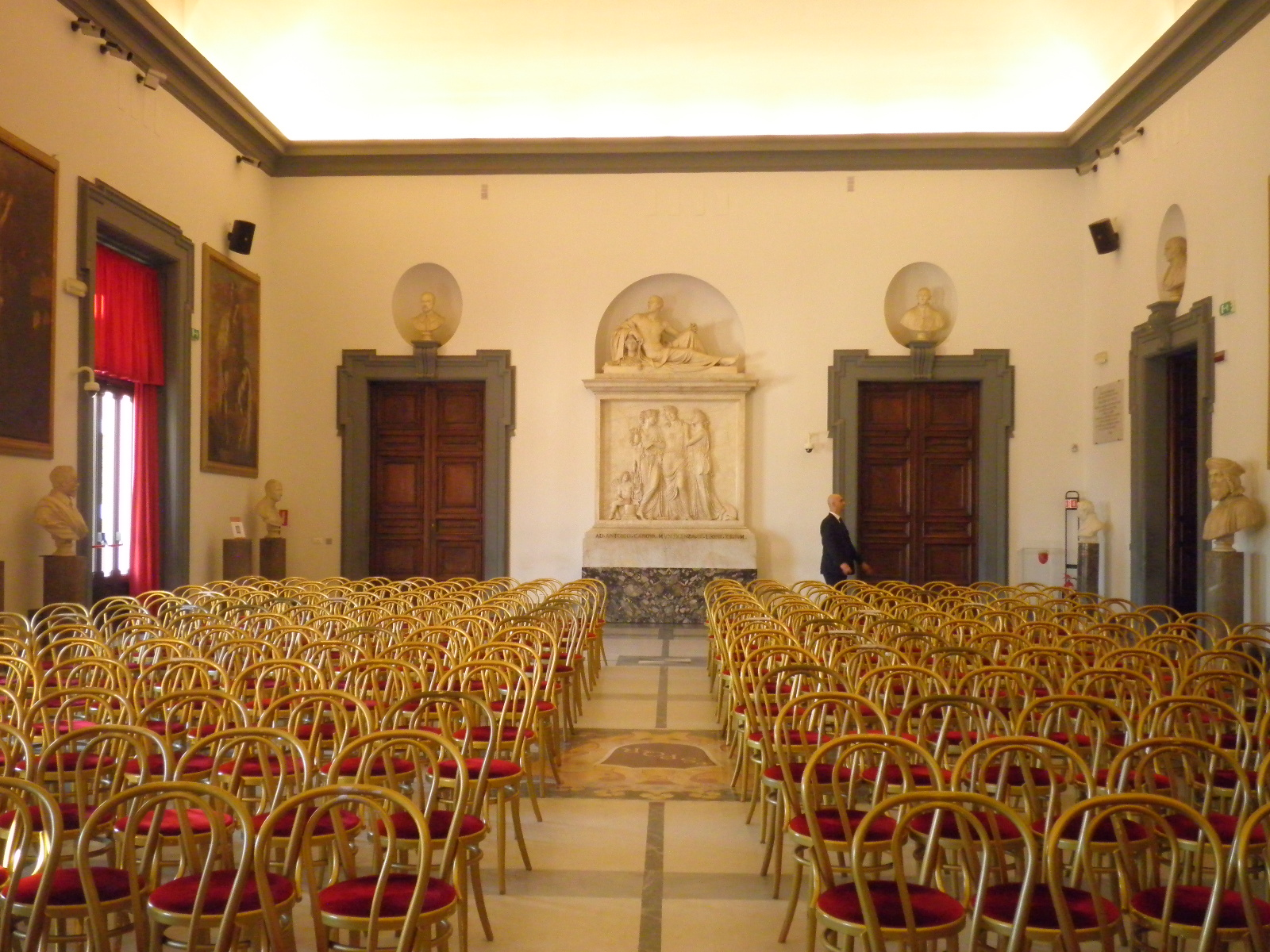
Sala della Protomoteca di Roma

La protomoteca è una raccolta di statue e busti, solitamente in bronzo. La parola deriva dalla lingua greca, che con il termine protomé (προτομή, dal verbo προτέμνω, tagliare anteriormente) indicava una testa umana o animale in rilievo che decorava le strutture architettoniche dell'antichità.
Fra le raccolte più importanti, si ricorda la Sala della Protomoteca nel palazzo del Campidoglio a Roma, con busti in marmo. È una delle più prestigiose del Campidoglio, a cui si accede da Palazzo Senatorio oppure da piazza del Campidoglio, attraverso la scalinata del Vignola. Utilizzata oggi per cerimonie pubbliche e conferenze stampa.
La Protomoteca veronese è conservata presso la Biblioteca civica di Verona: all'interno di due sale si trovano erme, busti e medaglioni dei più illustri veronesi, dall'antichità al XIX secolo.